# Pelossus
Pelossus is een kevergeslacht uit de familie van de boktorren (Cerambycidae). De wetenschappelijke naam van het geslacht werd voor het eerst geldig gepubliceerd in 1864 door Thomson. De soort staat bekend om zijn voelsprieten die tweemaal langer zijn dan het achterlichaam.

## Soorten
Pelossus omvat de volgende soorten:
- Pelossus angolanus (Martins, 1980)
- Pelossus apicalis (Fåhraeus, 1872)
- Pelossus becvari (Sama, 1999)
- Pelossus clarki (Adlbauer, 2009)
- Pelossus clavipes (Kolbe, 1894)
- Pelossus costatus (Adlbauer, 2012)
- Pelossus holoniger (Adlbauer & Sudre, 2003)
- Pelossus latefemoratus (Quentin & Villiers, 1980)
- Pelossus longicornis (Pic, 1895)
- Pelossus marleyi (Gilmour, 1954)
- Pelossus obscurus (Adlbauer, 2005)
- Pelossus ruber (Thomson, 1858)
- Pelossus rugosiscapus (Adlbauer, 2005)
- Pelossus sudrei (Adlbauer, 2004)
- Pelossus unicolor (Gressitt, 1951)